# Asparagus asparagoides
Asparagus asparagoides — вид рослин із родини холодкових (Asparagaceae).

## Етимологія
Рослина спочатку була описана Ліннеєм як Medeola asparagoides L., звідси видовий епітет натякає на схожість з рослинами роду Asparagus, до якого вона пізніше була включена.

## Біоморфологічна характеристика
Це лоза, що характеризується пластинчастими, поодинокими, широкими й неколючими кладодіями. Лоза випростана чи зігнута, гілляста, до 1.5 метра заввишки. Коріння бульбисте. Стебла тонкі, до 3 м, жилаві, гладкі чи злегка ребристі. Кладофіли поодинокі в кожному вузлі, від широко-ланцетні до яйцюватих, 15–35 × 5–15(20) мм, шкірясті, з 20–24 паралельними жилками. Листки плівчасті, 1–2 мм. Суцвіття в пазушних зонтиках, 1–3(4)-квіткові. Квітки двостатеві; листочки оцвітини білі, з зеленою серединною смужкою, 5–7 × 1–1.5 мм; квітконіжка 5–8 мм. Ягоди червоні, 6–8 мм. Насіння 1–4(6). 2n = 20.

## Середовище проживання
Зростає у південній і східній частинах Африки; інтродукований до Австралії, Нової Зеландії, Каліфорнії, Аргентини, Макаронезії й півдня Європи.

## Використання
Культивується як декоративна рослина. В Австралії вид занесений до списку бур'янів національного значення. У Новій Зеландії A. asparagoides внесено до списку Національної угоди про рослин-шкідників і класифікується як «небажаний організм».

## Галерея

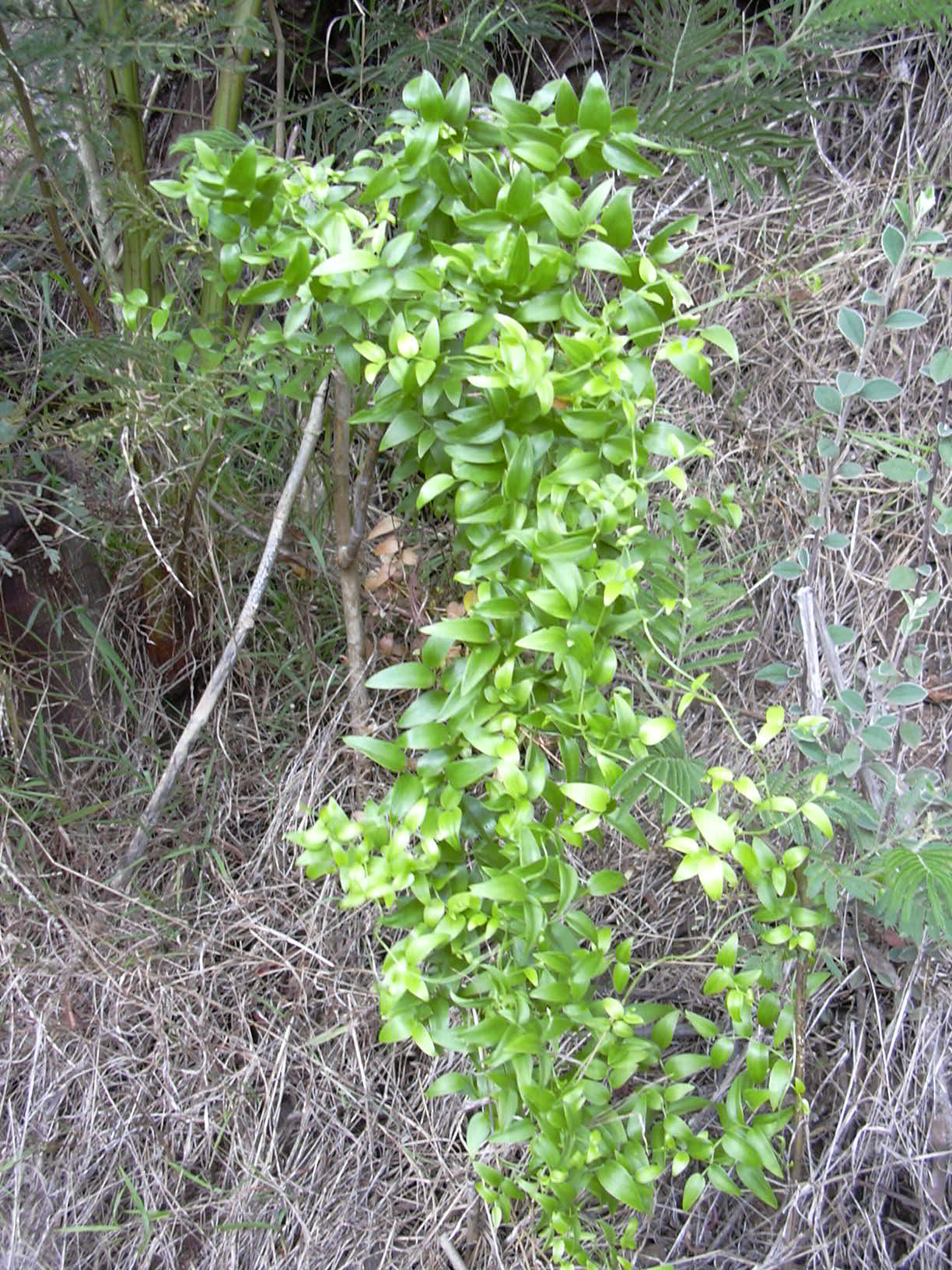
вид на Гаваях
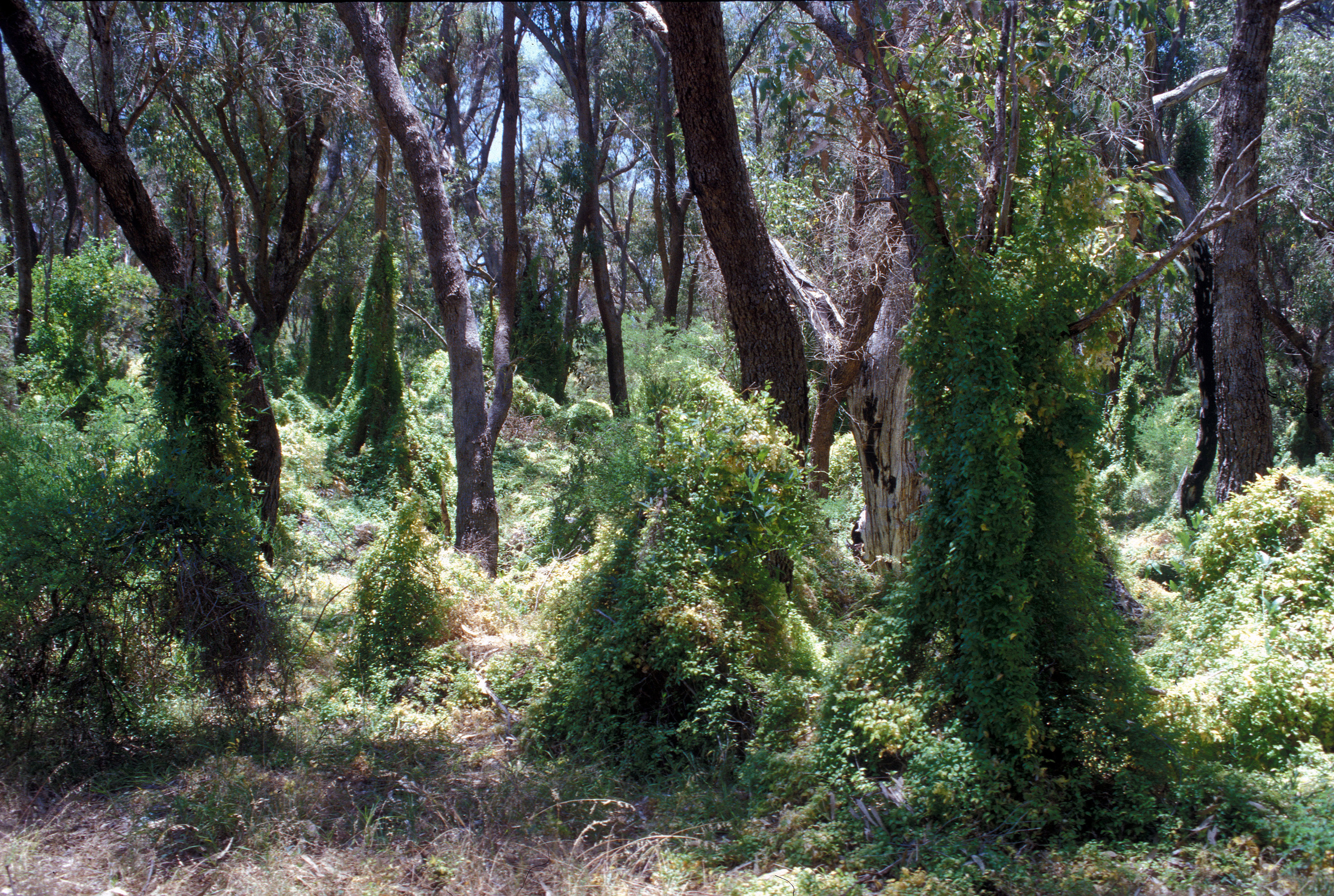
вид в Австралії